# جین بیکر میلر
جین بیکر میلر (به انگلیسی: Jean Baker Miller) (زادهٔ ۱۹۲۷ - مرگ ۲۰۰۶)، روان‌پزشک، فمینیست و نویسنده بود.
از درمانگران فمینیست امروزی و مدیر مؤسسه آموزشی جین بیکر در استون سنتر، کالج ولسلی بود.
میلر عضو انجمن روان پزشکی آمریکا، کالج روان پزشکان آمریکا آکادمی روان کاوی آمریکا بود. میلر با گروه‌هایی از پژوهشگران برای ساخت نظریه رابطه‌ای-فرهنگی همکاری کرده بود. او این نظریه را گسترش داد و کاربردهای تازه‌ای را برای مسائل دشوار در روان درمانی، از جمله اقدام اجتماعی و تغییر محل کار بررسی کرده بود.

## تألیفات
- «به سوی روان‌شناسی جدید زنان»
- «ارتباط شفابخش: چگونه زنان در درمان و زندگی رابطه برقرار می‌کنند»